# Astilbe biternata
Astilbe biternata (Vent.) Britton  är en stenbräckeväxt.
Växten ingår i släktet astilbar och familjen stenbräckeväxter. 
Inga underarter finns listade i Catalogue of Life.